# Tabardo
El tabardo es un ropón blasonado que usaban antiguamente los heraldos y reyes de armas y que llevan todavía los empleados de ciertas instituciones, como los maceros de las Cortes y los de algunos ayuntamientos. Se consideraba prestigioso, y era la vestimenta formal de los monarcas, como se aprecia en el siguiente poema:

II.

En una anchurosa cuadra 

Del alcázar de Toledo, 

Cuyas paredes adornan 

Ricos tapices flamencos, 

Al lado de una gran mesa 

Que cubre de terciopelo 

Napolitano tapete 

Con borlones de oro y flecos; 

Ante un sillón de respaldo, 

Que entre bordado arabesco 

Los timbres de España ostenta 

Y el águila del imperio, 

De pie estaba Carlos quinto, 

Que en España era primero, 

Con gallardo y noble talle, 

Con noble y tranquilo aspecto. 

De brocado de oro y blanco 

Viste tabardo tudesco, 

De rubias motas orlando, 

Y desabrochado y suelto, 

Dejando ver un justillo 

De raso jalde, cubierto 

El ancho y carnoso cuello.
 Fragmento de Romances históricos. De Ángel Saavedra, duque de Rivas.

## Edad Media

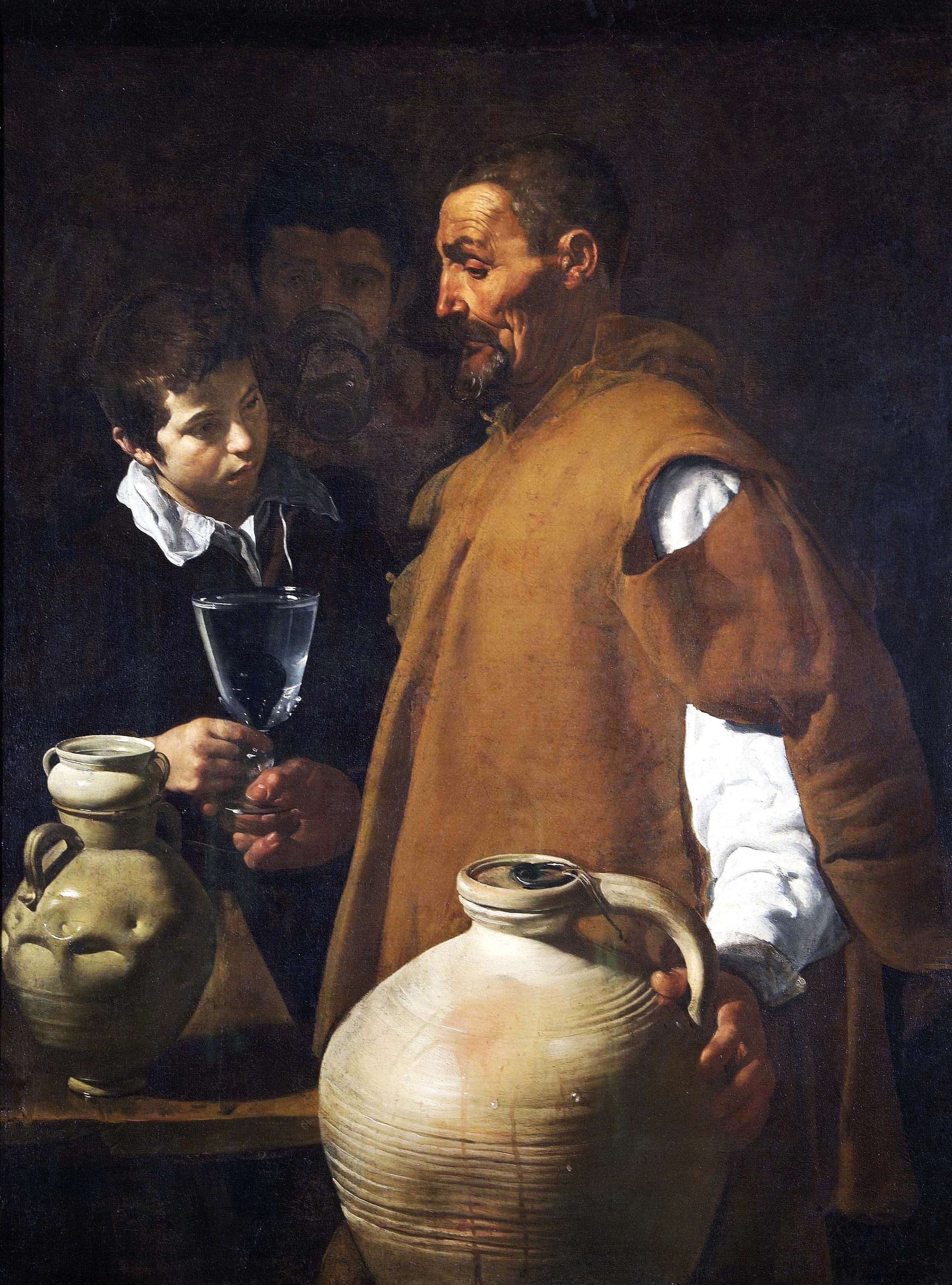
El aguador de Sevilla, de Diego Velázquez, c. 1630.

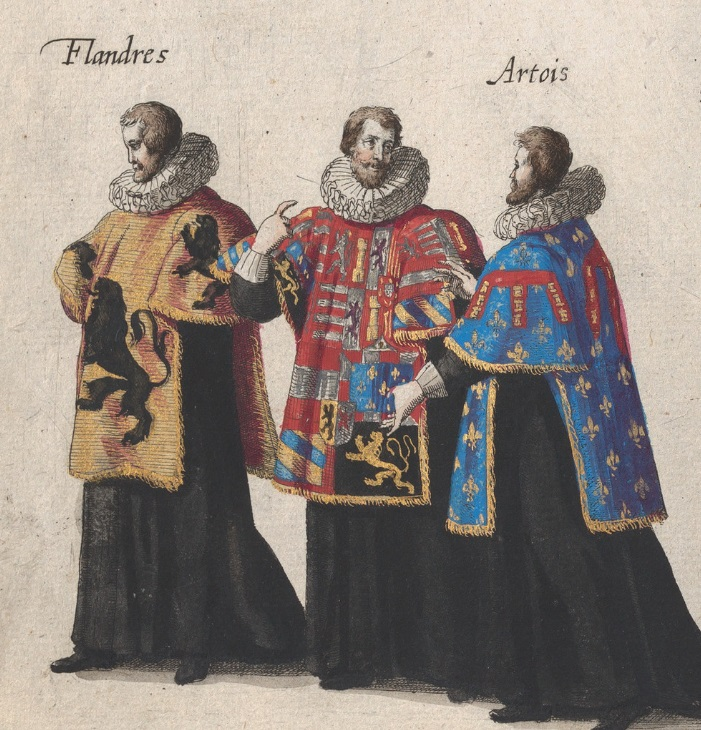

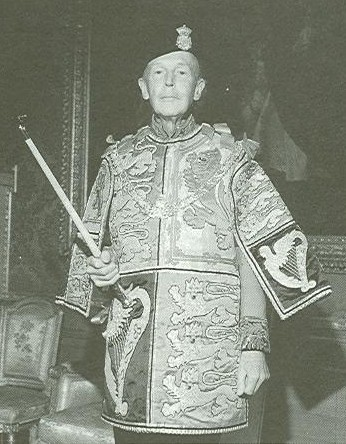
Francis Sedley Andrus, heraldo de armas extraordinario, portando un tabardo.

Un tabardo (del francés tabarde) fue originalmente una humilde prenda exterior con forma de túnica abierta o poncho, generalmente desmangada, que usaban los campesinos, los monjes, la infantería, etcétera.[cita requerida]
Durante la baja Edad Media los tabardos, ahora abiertos por los costados e incluso atados por la cintura, eran llevados por los caballeros sobre la armadura y la sobrevesta, y generalmente (aunque a veces lisos) eran de la librea representante con blasonados de sus armas heráldicas.[cita requerida]
En este sentido empezaron a ser distinguidos de las sobrevestas al estar hechas de paño más rico y al acortarse. Los tabardos comenzaron a ser un importante medio de identificación en el campo de batalla con el desarrollo de la heráldica y el declive de los escudos en el mismo.[cita requerida]
Una prenda carísima, aunque lisa, descrita como un tabardo fue la que muestra Giovanni Arnolfini en el Retrato de Giovanni Arnolfini y su esposa, de 1434 (National Gallery de Londres). Éste debe estar hecho de seda aterciopelada y está completa y cuidadosamente forrado con piel, posiblemente marta cibelina.

## Heráldica británica
En el caso de los heraldos británicos, el tabardo está blasonado con el escudo de armas del soberano. Los oficiales de armas privados, como los que todavía existen en Escocia, usan asimismo tabardos blasonados con el escudo de armas de la persona que los emplea (señor, barón, duque, etc.).

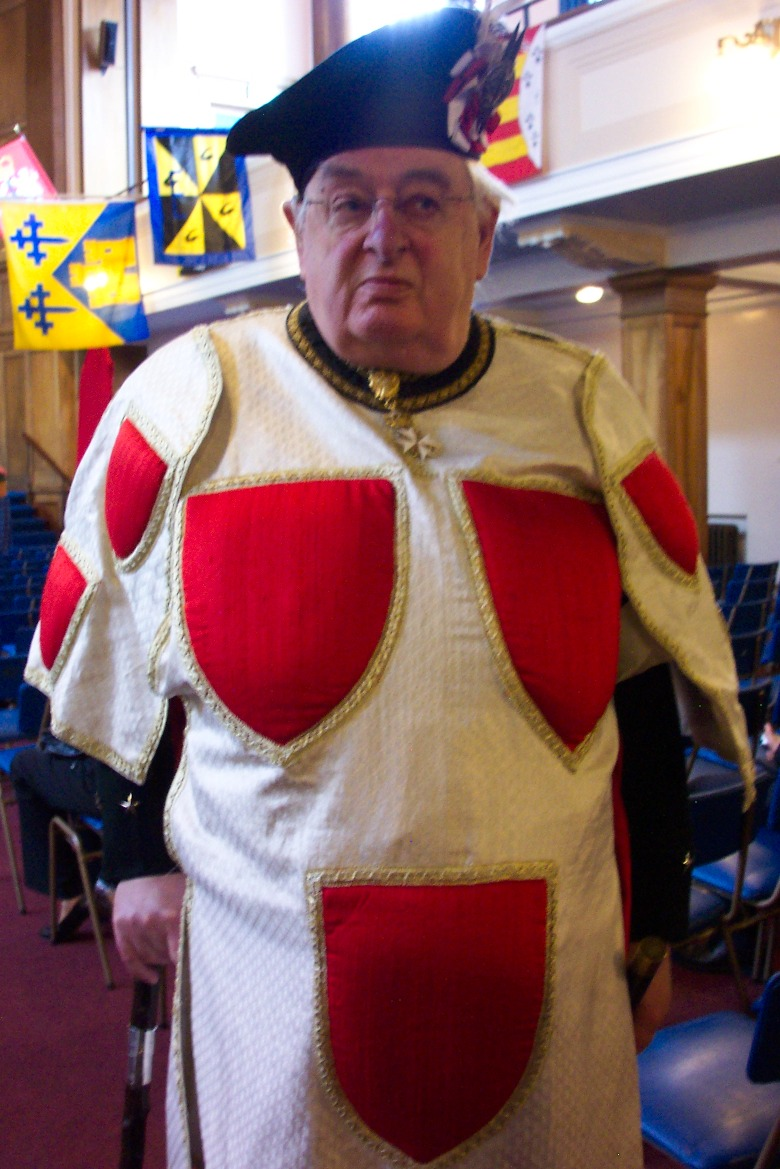
Peter-Drummond-Murray de Mastrick, oficial heráldico privado, vestido con el tabardo del Conde de Erroll.

En el Reino Unido los diferentes grados de oficiales de armas pueden ser distinguidos por el material del que están hechos sus tabardos. El tabardo de un rey de armas está hecho de terciopelo, el de un heraldo de satén y el tabardo de un persevante de armas de seda de Damasco.

## Galería

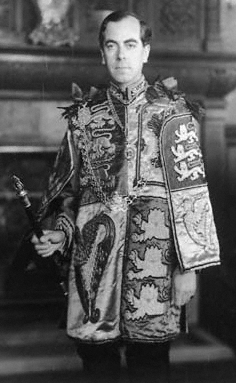
Sir Anthony Richard Wagner, vestido con su tabardo y sirviendo como Heraldo de Armas Ordinario de Richmond en 1952.
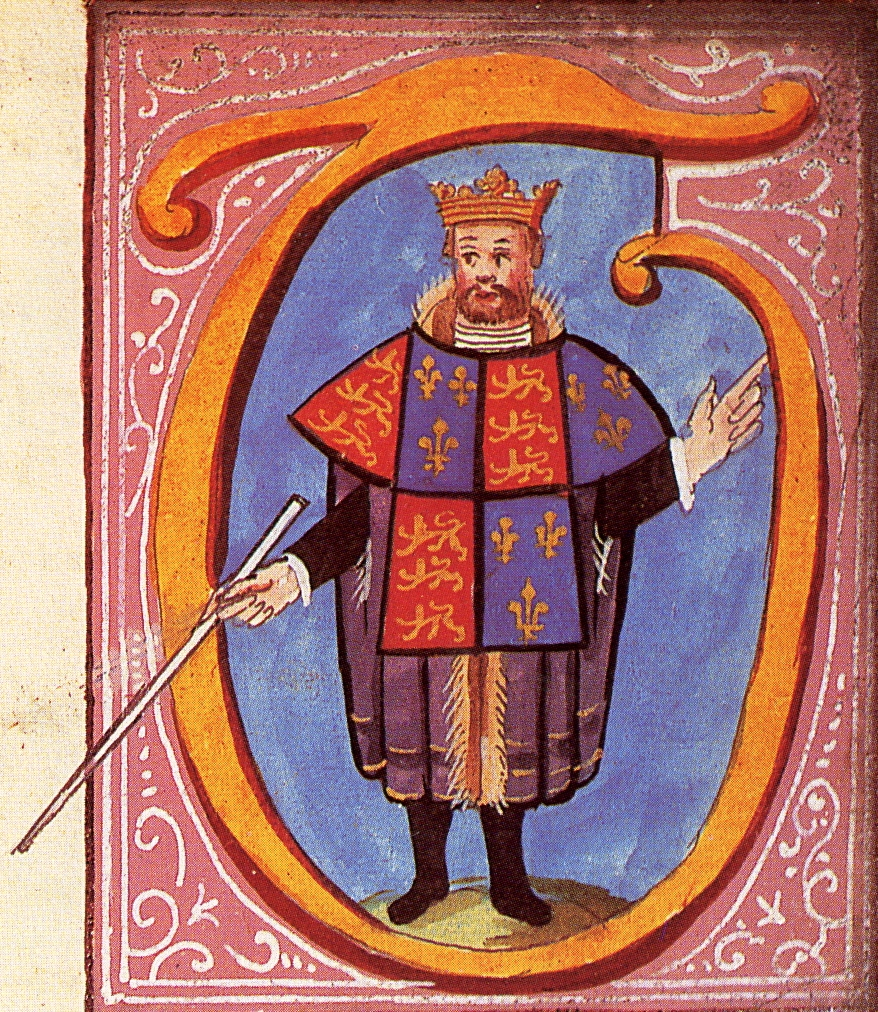
Clarenceux King of Arms John Hawley vestido con un tabardo en una concesión de armas en 1556.
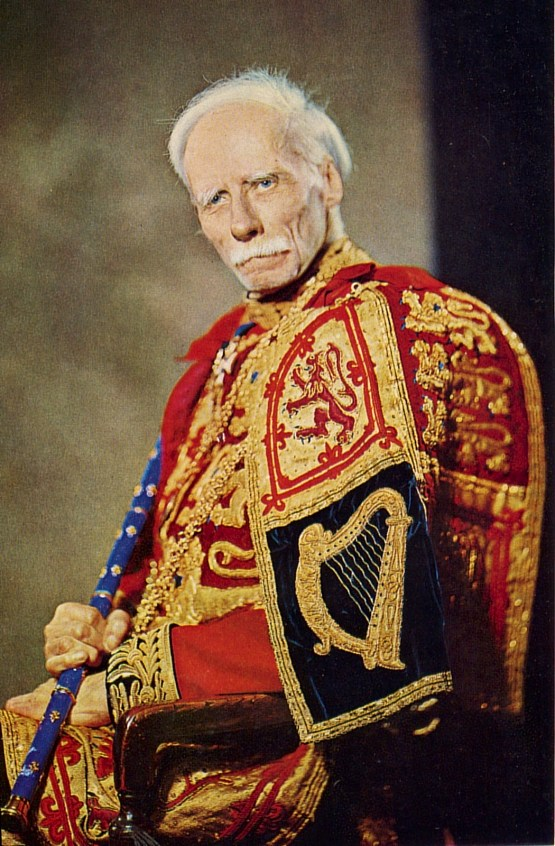
Sir Thomas Innes of Learney, Lord Lyon King of Arms, con su tabardo.
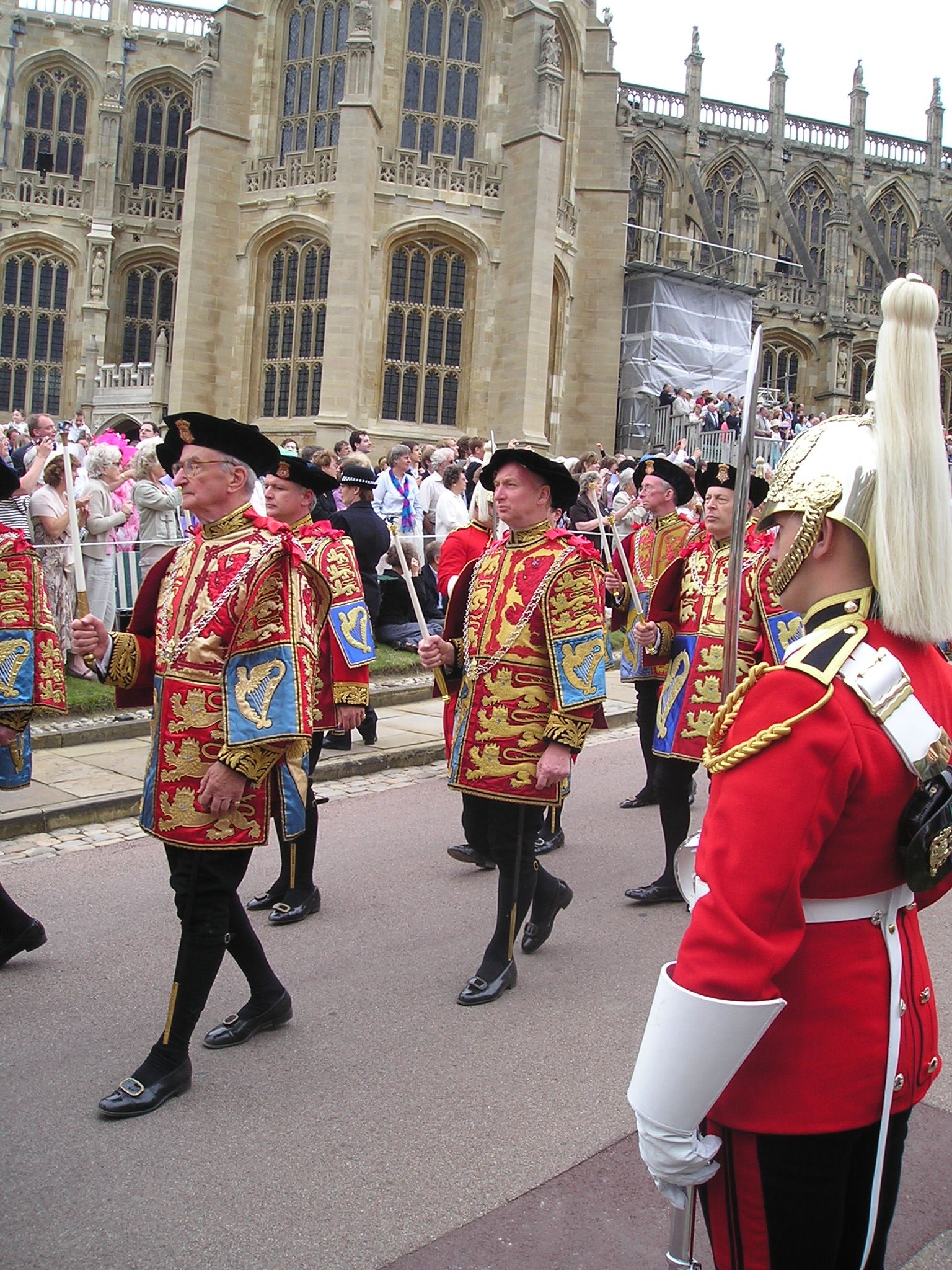
Heraldos vestidos con sus tabardos en el servicio de la Orden de la Jarretera en 2006.
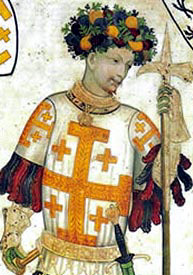
Godofredo de Bouillón vestido con el tabardo del Reino de Jerusalén.
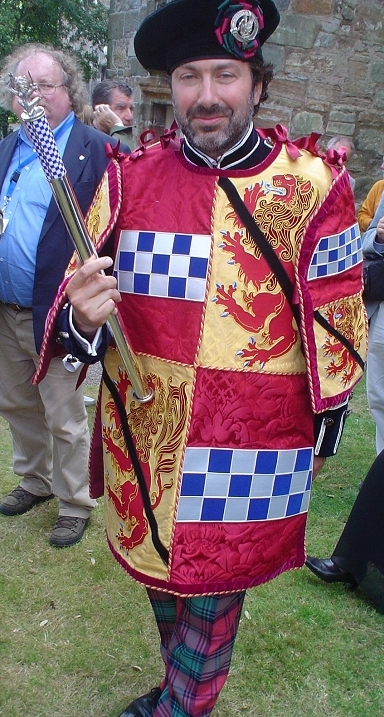
Alexander Walter Lindsay, Endure Pursuivant of Arms de su padre, el Conde de Crawford.